# Marcos Acuña
Marcos Javier „Huevo” Acuña (ur. 28 października 1991 w Zapali) – argentyński piłkarz, występujący na pozycji lewego obrońcy lub lewego pomocnika w argentyńskim klubie River Plate oraz w reprezentacji Argentyny. Złoty medalista Mistrzostw Świata 2022 oraz Copa América 2021 i 2024. Brązowy medalista Copa América 2019.

## Kariera klubowa
Acuña pochodzi z miejscowości Zapala w prowincji Neuquén, w zachodniej części Argentyny. Treningi piłkarskie rozpoczynał w osiedlowym zespole o nazwie Olimpo, skąd później przeniósł się do drużyny Don Bosco de Zapala. Jako nastolatek usiłował znaleźć zatrudnienie w stołecznych klubach Quilmes, River Plate, Boca Juniors, San Lorenzo, Argentinos Juniors i Tigre, lecz w żadnym z nich nie zdał pomyślnie testów. Dopiero w wieku siedemnastu lat został przyjęty do drugoligowego klubu Ferro Carril Oeste – początkowo występował tam na pozycjach środkowego pomocnika czy bocznego obrońcy, dopiero potem został przekwalifikowany na skrzydłowego. Do pierwszej drużyny został włączony przez trenera José Maríę Bianco i zadebiutował w niej w kwietniu 2011 w meczu z CAI (3:0) w rozgrywkach Primera B Nacional. Od razu wywalczył sobie pewne miejsce w składzie i barwy Ferro reprezentował łącznie przez trzy lata jako wyróżniający się piłkarz, nie odnosząc jednak większych sukcesów w drugiej lidze.

### Racing Club de Avellaneda
W lipcu 2014 Acuña za sumę pół miliona dolarów przeszedł do występującego w najwyższej klasie rozgrywkowej klubu Racing Club de Avellaneda. W argentyńskiej Primera División zadebiutował 9 sierpnia 2014 w wygranym 3:1 spotkaniu z Defensa y Justicia, zaś premierowe gole strzelił 28 września tego samego roku w wygranej 4:1 konfrontacji z Belgrano, kiedy to dwukrotnie wpisał się na listę strzelców. Z miejsca został kluczowym graczem formacji ofensywnej Racingu, współtworząc bramkostrzelny i dobrze uzupełniający się tercet z Gustavo Bou i Diego Milito. Już w pierwszym, jesiennym sezonie Transición 2014 wywalczył z Racingiem mistrzostwo Argentyny. Ogółem barwy Racingu reprezentował przez trzy lata, będąc jedną z największych gwiazd ligi argentyńskiej i zaczął otrzymywać pierwsze powołania do kadry narodowej.

### Sporting Lizbona
W lipcu 2017 Acuña został piłkarzem portugalskiego Sportingu CP. Władze klubu ze stołecznej Lizbony przeznaczyły na jego transfer 9,5 miliona euro, co uczyniło go najdroższym graczem kiedykolwiek sprzedanym przez Racing. W Primeira Liga zadebiutował 6 sierpnia 2017 w wygranym 2:0 meczu z CD Aves, a pierwsze bramki zdobył 22 października tego samego roku w wygranym 5:1 pojedynku z GD Chaves (strzelił wtedy dwa gole).

### Sevilla FC
Przed sezonem 2020/21 Marcos przeszedł do ligi hiszpańskiej, aby zasilić zespół FC Sevilli.

## Kariera reprezentacyjna
W seniorskiej reprezentacji Argentyny Acuña zadebiutował za kadencji selekcjonera Edgardo Bauzy, 15 listopada 2016 w wygranym 3:0 meczu z Kolumbią w ramach eliminacji do Mistrzostw Świata w Rosji.

## Statystyki

### Klubowe
(aktualne na dzień 3 czerwca 2025)
| Klub               | Sezon              | Liga                       | Liga  | Liga   | Puchar Kraju | Puchar Kraju | Europa | Europa | Inne  | Inne   | Suma  | Suma   |
| Klub               | Sezon              | Liga                       | Mecze | Bramki | Mecze        | Bramki       | Mecze  | Bramki | Mecze | Bramki | Mecze | Bramki |
| ------------------ | ------------------ | -------------------------- | ----- | ------ | ------------ | ------------ | ------ | ------ | ----- | ------ | ----- | ------ |
| Ferro Carril Oeste | 2010/11            | Primera B Nacional         | 7     | 0      | –            | –            | –      | –      | –     | –      | 7     | 0      |
| Ferro Carril Oeste | 2011/12            | Primera B Nacional         | 31    | 2      | 1            | 0            | –      | –      | –     | –      | 32    | 2      |
| Ferro Carril Oeste | 2012/13            | Primera B Nacional         | 36    | 1      | 1            | 0            | –      | –      | –     | –      | 37    | 1      |
| Ferro Carril Oeste | 2013/14            | Primera B Nacional         | 39    | 2      | 2            | 0            | –      | –      | –     | –      | 41    | 2      |
| Ferro Carril Oeste | Ogólnie            | Ogólnie                    | 113   | 5      | 4            | 0            | 0      | 0      | 0     | 0      | 117   | 5      |
| Racing Club        | 2014               | Primera División           | 16    | 2      | 2            | 1            | –      | –      | –     | –      | 18    | 3      |
| Racing Club        | 2015               | Primera División           | 27    | 4      | 3            | 0            | 9      | 0      | –     | –      | 39    | 4      |
| Racing Club        | 2016               | Primera División           | 10    | 1      | –            | –            | 10     | 1      | –     | –      | 20    | 2      |
| Racing Club        | 2016/17            | Primera División           | 25    | 9      | 4            | 1            | 3      | 1      | –     | –      | 32    | 11     |
| Racing Club        | Ogólnie            | Ogólnie                    | 78    | 16     | 9            | 2            | 22     | 2      | 0     | 0      | 109   | 20     |
| Sporting Lizbona   | 2017/18            | Primeira Liga              | 31    | 4      | 10           | 1            | 13     | 1      | –     | –      | 54    | 6      |
| Sporting Lizbona   | 2018/19            | Primeira Liga              | 30    | 1      | 9            | 0            | 6      | 0      | –     | –      | 45    | 1      |
| Sporting Lizbona   | 2019/20            | Primeira Liga              | 24    | 2      | 4            | 0            | 6      | 0      | 1     | 0      | 35    | 2      |
| Sporting Lizbona   | Ogólnie            | Ogólnie                    | 85    | 7      | 23           | 1            | 25     | 1      | 1     | 0      | 134   | 9      |
| Sevilla            | 2020/21            | Primera Division           | 30    | 1      | 3            | 0            | 4      | 0      | –     | –      | 37    | 1      |
| Sevilla            | 2021/22            | Primera Division           | 31    | 1      | 2            | 0            | 8      | 0      | –     | –      | 41    | 0      |
| Sevilla            | 2022/23            | Primera Division           | 30    | 3      | 3            | 0            | 12     | 0      | –     | –      | 45    | 3      |
| Sevilla            | 2023/24            | Primera Division           | 21    | 1      | 1            | 0            | 3      | 0      | 1     | 0      | 26    | 1      |
| Sevilla            | Ogólnie            | Ogólnie                    | 112   | 6      | 9            | 0            | 27     | 0      | 1     | 0      | 149   | 5      |
| River Plate        | 2023/24            | Liga Profesional de Fútbol | 11    | 0      | 0            | 0            | 3      | 0      | –     | –      | 14    | 0      |
| River Plate        | 2024/25            | Liga Profesional de Fútbol | 15    | 1      | 0            | 0            | 4      | 0      | –     | –      | 19    | 1      |
| River Plate        | Ogólnie            | Ogólnie                    | 26    | 1      | 0            | 0            | 7      | 0      | 0     | 0      | 33    | 1      |
| Ogólnie w karierze | Ogólnie w karierze | Ogólnie w karierze         | 414   | 35     | 45           | 3            | 81     | 3      | 2     | 0      | 542   | 41     |

### Reprezentacyjne
(aktualne na dzień 3 lipca 2024)
| Reprezentacja | Rok     | Występy | Gole |
| ------------- | ------- | ------- | ---- |
| Argentyna     | 2016    | 1       | 0    |
| Argentyna     | 2017    | 7       | 0    |
| Argentyna     | 2018    | 8       | 0    |
| Argentyna     | 2019    | 11      | 0    |
| Argentyna     | 2020    | 1       | 0    |
| Argentyna     | 2021    | 11      | 0    |
| Argentyna     | 2022    | 10      | 0    |
| Argentyna     | 2023    | 7       | 0    |
| Argentyna     | 2024    | 3       | 0    |
| Ogólnie       | Ogólnie | 59      | 0    |

| Mecze i gole w reprezentacji | Mecze i gole w reprezentacji | Mecze i gole w reprezentacji | Mecze i gole w reprezentacji | Mecze i gole w reprezentacji | Mecze i gole w reprezentacji | Mecze i gole w reprezentacji                     |
|                              | Data                         | Przeciwnik                   | Gol                          | Wynik                        | Rozgrywki                    | Opis                                             |
| ---------------------------- | ---------------------------- | ---------------------------- | ---------------------------- | ---------------------------- | ---------------------------- | ------------------------------------------------ |
| 1.                           | 16.11.2016                   | Kolumbia                     |                              | 3:0                          | Eliminacje MŚ 2018           | w 85 minucie wszedł na boisko za Angela Di Marię |
| 2.                           | 28.03.2017                   | Boliwia                      |                              | 0:2                          | Eliminacje MŚ 2018           | zagrał 20'                                       |
| 3.                           | 09.06.2017                   | Brazylia                     |                              | 1:0                          | towarzyski                   | zagrał 1'                                        |
| 4.                           | 13.06.2017                   | Singapur                     |                              | 6:0                          | towarzyski                   | zagrał cały mecz                                 |
| 5.                           | 01.09.2017                   | Urugwaj                      |                              | 0:0                          | Eliminacje MŚ 2018           | zagrał 61'                                       |
| 6.                           | 06.09.2017                   | Wenezuela                    |                              | 1:1                          | Eliminacje MŚ 2018           | zagrał 65'                                       |
| 7.                           | 06.10.2017                   | Peru                         |                              | 0:0                          | Eliminacje MŚ 2018           | zagrał cały mecz                                 |
| 8.                           | 11.10.2017                   | Ekwador                      |                              | 3:1                          | Eliminacje MŚ 2018           | zagrał cały mecz                                 |
| 9.                           | 27.03.2018                   | Hiszpania                    |                              | 1:6                          | towarzyski                   | zagrał 6'                                        |
| 10.                          | 30.05.2018                   | Haiti                        |                              | 4:0                          | towarzyski                   | zagrał 19'                                       |
| 11.                          | 21.06.2018                   | Chorwacja                    |                              | 0:3                          | MŚ 2018                      | zagrał cały mecz                                 |
| 12.                          | 12.09.2018                   | Kolumbia                     |                              | 0:0                          | towarzyski                   | zagrał 5'                                        |
| 13.                          | 11.10.2018                   | Irak                         |                              | 4:0                          | towarzyski                   | zagrał cały mecz                                 |
| 14.                          | 16.10.2018                   | Brazylia                     |                              | 0:1                          | towarzyski                   | zagrał 8'                                        |
| 15.                          | 17.11.2018                   | Meksyk                       |                              | 2:0                          | towarzyski                   | zagrał 89'                                       |
| 16.                          | 21.11.2018                   | Meksyk                       |                              | 2:0                          | towarzyski                   | zagrał cały mecz                                 |
| 17.                          | 26.03.2019                   | Maroko                       |                              | 1:0                          | towarzyski                   | zagrał cały mecz                                 |
| 18.                          | 08.06.2019                   | Nikaragua                    |                              | 5:1                          | towarzyski                   | zagrał 62'                                       |
| 19.                          | 23.06.2019                   | Katar                        |                              | 2:0                          | Copa América 2019            | zagrał 35'                                       |
| 20.                          | 28.06.2019                   | Wenezuela                    |                              | 2:0                          | Copa América 2019            | zagrał 68'                                       |
| 21.                          | 03.07.2019                   | Brazylia                     |                              | 0:2                          | Copa América 2019            | zagrał 59'                                       |
| 22.                          | 06.09.2019                   | Chile                        |                              | 0:0                          | towarzyski                   | zagrał 15'                                       |
| 23.                          | 11.09.2019                   | Meksyk                       |                              | 4:0                          | towarzyski                   | zagrał 77'                                       |
| 24.                          | 09.10.2019                   | Niemcy                       |                              | 2:2                          | towarzyski                   | zagrał 45'                                       |
| 25.                          | 13.10.2019                   | Ekwador                      |                              | 6:1                          | towarzyski                   | zagrał cały mecz                                 |
| 26.                          | 15.11.2019                   | Brazylia                     |                              | 1:0                          | towarzyski                   | zagrał 31'                                       |
| 27.                          | 18.11.2019                   | Urugwaj                      |                              | 2:2                          | towarzyski                   | zagrał 68'                                       |
| 28.                          | 09.10.2020                   | Ekwador                      |                              | 1:0                          | Eliminacje MŚ 2022           | zagrał 66'                                       |
| 29.                          | 09.06.2021                   | Kolumbia                     |                              | 2:2                          | Eliminacje MŚ 2022           | zagrał cały mecz                                 |
| 30.                          | 19.06.2021                   | Urugwaj                      |                              | 1:0                          | Copa América 2021            | zagrał cały mecz                                 |
| 31.                          | 29.06.2021                   | Boliwia                      |                              | 4:1                          | Copa América 2021            | zagrał cały mecz                                 |
| 32.                          | 04.07.2021                   | Ekwador                      |                              | 3:0                          | Copa América 2021            | zagrał cały mecz                                 |
| 33.                          | 11.07.2021                   | Brazylia                     |                              | 1:0                          | Copa América 2021            | zagrał cały mecz                                 |
| 34.                          | 03.09.2021                   | Wenezuela                    |                              | 3:1                          | Eliminacje MŚ 2022           | zagrał cały mecz                                 |
| 35.                          | 10.09.2021                   | Boliwia                      |                              | 3:0                          | Eliminacje MŚ 2022           | zagrał cały mecz                                 |
| 36.                          | 08.10.2021                   | Paragwaj                     |                              | 0:0                          | Eliminacje MŚ 2022           | zagrał 57'                                       |
| 37.                          | 15.10.2021                   | Peru                         |                              | 1:0                          | Eliminacje MŚ 2022           | zagrał cały mecz                                 |
| 38.                          | 13.11.2021                   | Urugwaj                      |                              | 1:0                          | Eliminacje MŚ 2022           | zagrał cały mecz                                 |
| 39.                          | 17.11.2021                   | Brazylia                     |                              | 0:0                          | Eliminacje MŚ 2022           | zagrał cały mecz                                 |
| 40.                          | 28.01.2022                   | Chile                        |                              | 2:1                          | Eliminacje MŚ 2022           | zagrał 20'                                       |
| 41.                          | 02.02.2022                   | Kolumbia                     |                              | 1:0                          | Eliminacje MŚ 2022           | zagrał cały mecz                                 |
| 42.                          | 05.06.2022                   | Estonia                      |                              | 5:0                          | towarzyski                   | zagrał 73'                                       |
| 43.                          | 16.11.2022                   | Zjednoczone Emiraty Arabskie |                              | 5:0                          | towarzyski                   | zagrał 45'                                       |
| 44.                          | 22.11.2022                   | Arabia Saudyjska             |                              | 1:2                          | MŚ 2022                      | zagrał 19'                                       |
| 45.                          | 26.11.2022                   | Meksyk                       |                              | 2:0                          | MŚ 2022                      | zagrał cały mecz                                 |
| 46.                          | 30.11.2022                   | Polska                       |                              | 2:0                          | MŚ 2022                      | zagrał 59'                                       |
| 47.                          | 03.12.2022                   | Australia                    |                              | 2:1                          | MŚ 2022                      | zagrał 72'                                       |
| 48.                          | 09.12.2022                   | Holandia                     |                              | 2:2 (4:3 k.)                 | MŚ 2022                      | zagrał 78'                                       |
| 49.                          | 18.12.2022                   | Francja                      |                              | 3:3 (4:2 k.)                 | MŚ 2022                      | zagrał 56'                                       |
| 50.                          | 24.03.2023                   | Panama                       |                              | 2:0                          | towarzyski                   | zagrał 21'                                       |
| 51.                          | 29.03.2023                   | Curaçao                      |                              | 7:0                          | towarzyski                   | zagrał cały mecz                                 |
| 52.                          | 15.06.2023                   | Panama                       |                              | 2:0                          | towarzyski                   | zagrał cały mecz                                 |
| 53.                          | 19.06.2023                   | Indonezja                    |                              | 2:0                          | towarzyski                   | zagrał 30'                                       |
| 54.                          | 18.10.2023                   | Peru                         |                              | 2:0                          | Eliminacje MŚ 2026           | zagrał 12'                                       |
| 55.                          | 17.11.2023                   | Urugwaj                      |                              | 0:2                          | Eliminacje MŚ 2026           | zagrał 10'                                       |
| 56.                          | 22.11.2023                   | Brazylia                     |                              | 1:0                          | Eliminacje MŚ 2026           | zagrał 66'                                       |
| 57.                          | 10.06.2024                   | Ekwador                      |                              | 1:0                          | towarzyski                   | zagrał cały mecz                                 |
| 58.                          | 21.06.2024                   | Kanada                       |                              | 2:0                          | Copa América 2024            | zagrał 89'                                       |
| 59.                          | 26.06.2024                   | Chile                        |                              | 1:0                          | Copa América 2024            | zagrał 7'                                        |
| 60.                          | 06.09.2024                   | Chile                        |                              | 3:0                          | Eliminacje MŚ 2026           | zagrał 11'                                       |
| 61.                          | 10.09.2024                   | Kolumbia                     |                              | 1:2                          | Eliminacje MŚ 2026           | zagrał 26'                                       |

## Sukcesy

### Racing Club
- Mistrzostwo Argentyny: 2014

### Sporting CP
- Puchar Portugalii: 2018/2019
- Puchar Ligi Portugalskiej: 2017/2018, 2018/2019

### Reprezentacyjne
- Mistrzostwa Świata: 2022
- Copa América: 2021
- Superpuchar CONMEBOL–UEFA: 2022